# Liv Morgan
Pour les articles homonymes, voir Morgan.
 (juillet 2021).
Gionna Jene Daddio (née le 8 juin 1994 à Paramus, Comté de Bergen, New Jersey) est une catcheuse (lutteuse professionnelle) américaine. Elle travaille actuellement à la World Wrestling Entertainment, dans la division Raw, sous le nom de Liv Morgan. 

## Jeunesse
La mère de Daddio est veuve, Gionna a quatre frères aînés et une sœur cadette, ils vivent à Elmwood Park dans le New Jersey,,. Ses frères sont fans de catch et Gionna se passionne pour ce divertissement pratiquant même le backyard wrestling. Elle est membre de l'équipe de cheerleaders du Henry P. Becton Regional High School d'East Rutherford.
Après le lycée, elle travaille dans un restaurant Hooters et pose comme mannequin pour une campagne de cette chaîne de restaurant,.
C'est à cette période qu'elle rencontre Eric Arndt, qui est manageur d'un des restaurants Hooters des environs, qui est lui aussi fan de catch. Il lui conseille d'aller s'entraîner au gymnase de Joe DeFranco, l'entraîneur personnel de Triple H.

## Carrière de catcheuse

### World Wresltling Entertainment (2014-...)

#### Passage à laNXT(2014-2017)

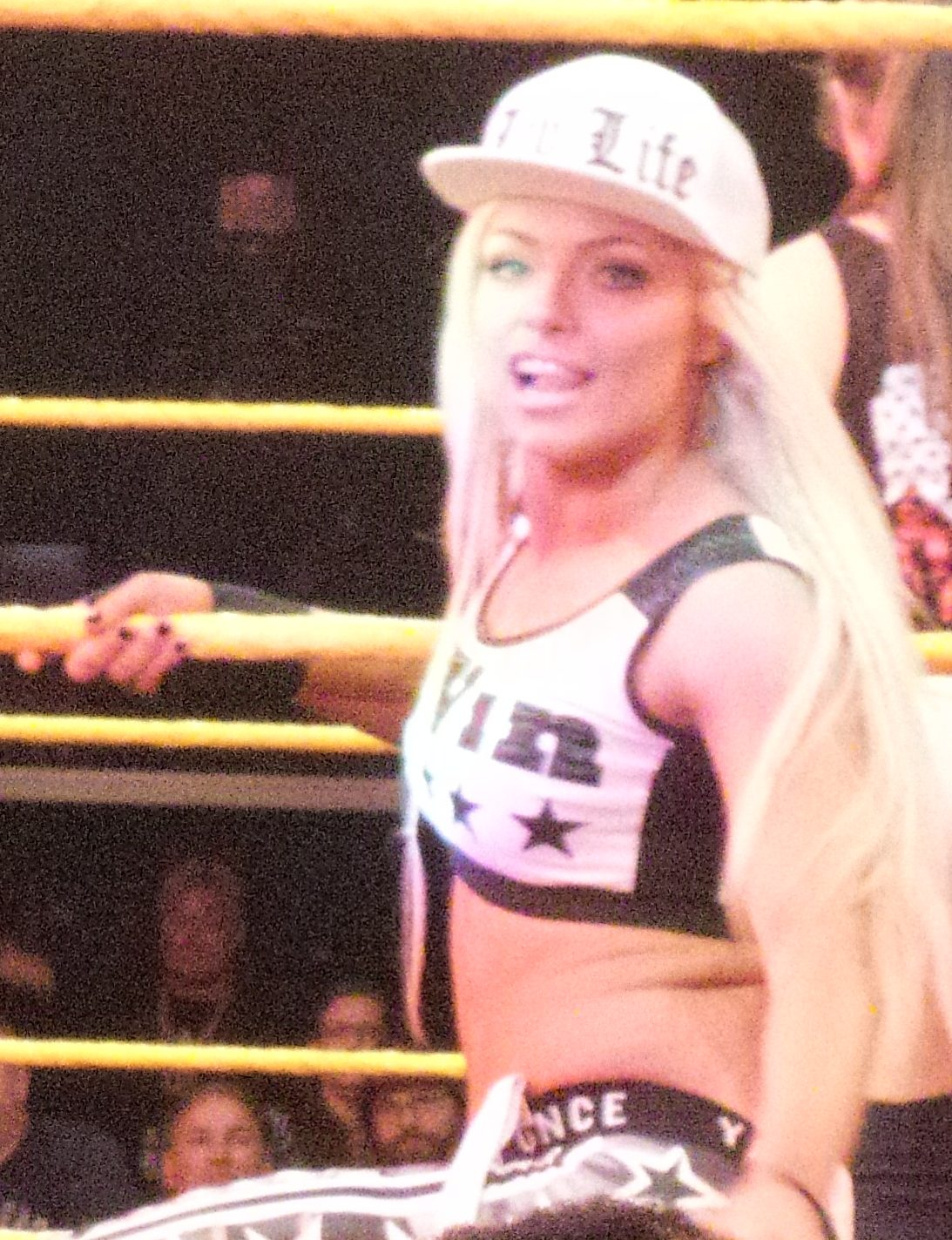
Liv Morgan à NXT en avril 2017.

Le 12 juin 2014, la World Wrestling Entertainment (WWE) annonce que Daddio va participer à une session d'entraînement au WWE Performance Center, le centre d'entraînement de la WWE. Elle impressionne les recruteurs et la WWE l'engage le 27 octobre.
En octobre 2015, la WWE annonce que Daddio va lutter sous le nom de ring de Marley et effectue son premier combat télévisé le 4 novembre où elle perd face à Eva Marie,. Elle change de nom de ring pour celui de Liv Morgan fin novembre.
Le 31 août 2016, Liv Morgan gagne son premier match télévisé face à Aliyah.

#### Riott Squad (2017-2019)

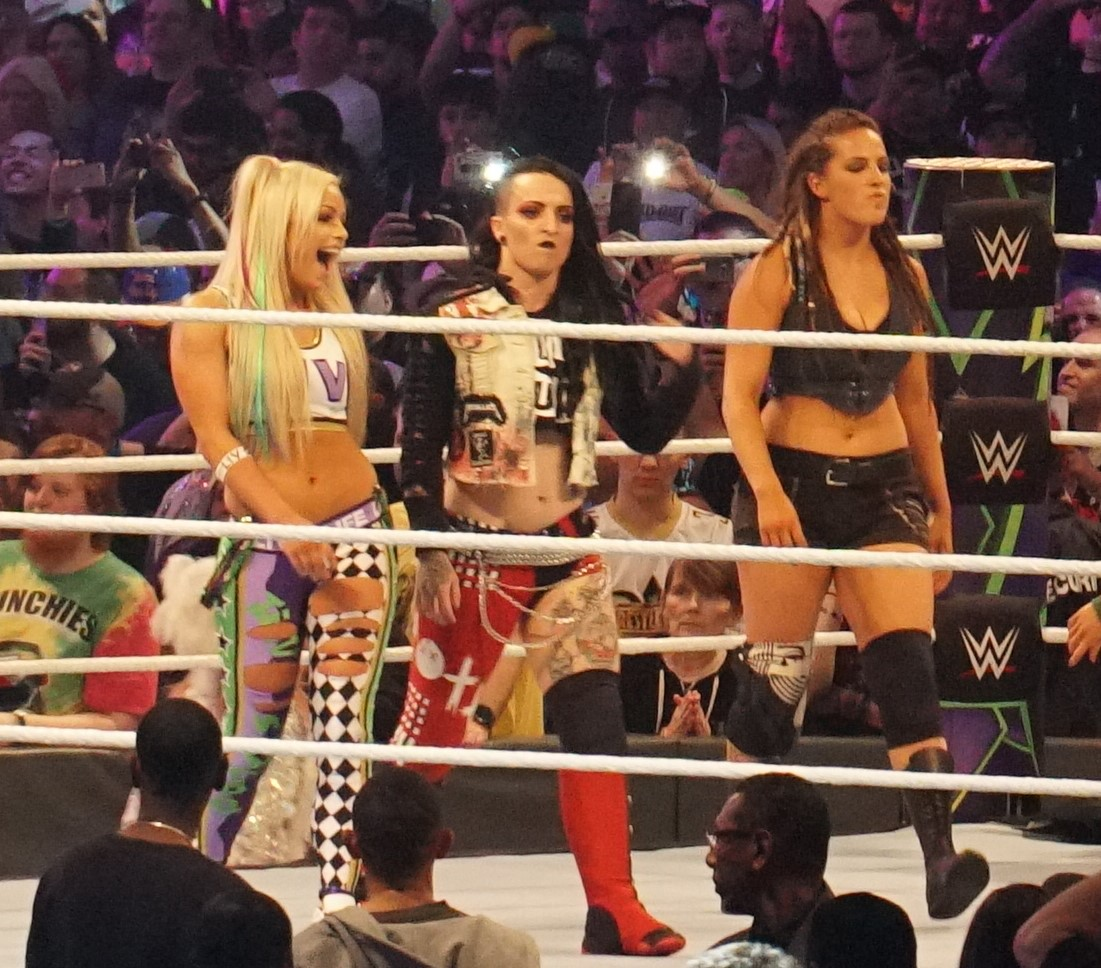
The Riott Squad à la bataille royale de WrestleMania 34.

Le 21 novembre à SmackDown Live, Ruby Riott, Sarah Logan et elle débarquent au show bleu, attaquent Becky Lynch et Naomi dans les vestiaires, puis plus tard dans la soirée, interrompent le match entre la championne féminine de SmackDown, Charlotte Flair, et sa rivale Natalya, en attaquant les deux femmes, effectuant ainsi un Heel Turn.
Le 28 janvier 2018 au Royal Rumble, elles entrent respectivement dans le Royal Rumble féminin en 15e, 11e et 3e positions, avant d'être éliminées par Nia Jax, Michelle McCool et Molly Holly (la leader a éliminé Becky Lynch).
Le 7 avril lors du pré-show à WrestleMania 34, elles ne remportent pas la Woman's Battle Royal, gagnée par Naomi. Le 16 avril à Raw, lors du Superstar Shake-Up, elles sont transférées au show rouge, puis interrompent le match entre Bayley et Sasha Banks en les attaquant, leur portant à chacune leurs prises de finition. Victime d'une entorse du ligament collatéral tibial au genou gauche durant d'un Live Event, Ruby Riott doit s'absenter des rings entre 2 et 3 mois, laissant donc Sarah Logan et elle comme seules représentantes du groupe.
Le 6 octobre à Super Show-Down, les trois femmes perdent face à Ronda Rousey et les Bella Twins par soumission dans un 6-Woman Tag Team Match. Le 28 octobre à Evolution, elles perdent face à Natalya, Bayley et Sasha Banks dans un 6-Woman Tag Team Match.
Le 27 janvier 2019 au Royal Rumble, elles entrent dans le Royal Rumble féminin en 21e, 4e et 12e positions. Ruby Riott élimine Kairi Sane, Candice LeRae et Alicia Fox, avant d'être elle-même éliminée par Bayley. Elle a été éliminée par Natalya et Sarah Logan a été éliminée par la Canadienne et la Japonaise[réf. nécessaire]. Le 17 février à Elimination Chamber, Sarah Logan et elle ne remportent pas les titres féminins par équipe de la WWE, battues par Bayley et Sasha Banks dans un Elimination Chamber Match, qui inclut également Fire & Desire (Mandy Rose et Sonya Deville), Nia Jax, Tamina, les IIconics, Naomi et Carmella[réf. nécessaire].

#### Draft àSmackDown Live(2019)
Le 16 avril à SmackDown Live, lors du Draft, elle est annoncée être officiellement transférée au show bleu.
Le 16 juillet à SmackDown Live, elle dispute son premier match, mais perd face à Charlotte Flair par soumission.

#### Retour àRawet du Riott Squad, Draft àSmackDownet retour en solo (2019-2021)
Le 14 octobre à Raw, lors du Draft, elle est annoncée être officiellement transférée au show rouge. Le 30 décembre à Raw, elle fait son retour et aide Rusev à ruiner le mariage de Bobby Lashley et Lana.
Le 26 janvier au Royal Rumble, elle entre dans le Women's Royal Rumble match en 7e position, élimine la catcheuse russe avant d'être elle-même éliminée par cette dernière. Le 8 mars à Elimination Chamber, elle ne devient pas aspirante no 1 au titre féminin de Raw à WrestleMania 36, battue par Shayna Baszler dans son tout premier Women's Elimination Chamber match (éliminée par la gagnante).
Le 5 avril lors du pré-show à WrestleMania 36, elle bat Natalya. 
Le 3 août à Raw, Ruby Riott s'excuse auprès d'elle et souhaite reformer le Riott Squad à ses côtés, mais les deux catcheuses sont interrompues par les IIconics, les battent et se réconcilient. 27 soirs plus tard lors du pré-show à Payback, elles rebattent leurs mêmes adversaires.
Le 12 octobre au Raw Talk, elles sont annoncées être officiellement transférées à SmackDown par Stephanie McMahon. Le 22 novembre aux Survivor Series, l'équipe SmackDown, dont elles font partie, perd face à celle de Raw dans un Women's 5-on-5 Traditional Survivor Series Elimination Tag Team match.
Le 31 janvier au Royal Rumble, elle entre dans le Women's Royal Rumble match en 13e position, élimine Billie Kay (aidée de sa partenaire) avant d'être elle-même éliminée par Peyton Royce après 6 minutes de match.
Le 10 avril à WrestleMania 37, elles ne deviennent pas aspirantes no 1 aux ceintures féminines par équipes pour le match du lendemain, battues en dernières par Natalya et Tamina. Le 2 juin, sa coéquipière est licenciée par la compagnie.
Le 18 juillet à Money in the Bank, elle ne remporte pas la mallette, gagnée par Nikki A.S.H. Le 26 septembre lors du pré-show à Extreme Rules, elle bat Carmella.

#### Retour àRaw, alliance et rivalité avec Rhea Ripley (2021-2022)
Le 4 octobre à Raw, lors du Draft, elle est annoncée être officiellement transférée au show rouge. Le 21 novembre aux Survivor Series, l'équipe Raw, dont elle fait partie, bat celle de SmackDown dans un Women's 5-on-5 Traditional Survivor Series Elimination Tag Team match.
Le 1er janvier 2022 à Day 1, elle ne remporte pas le titre féminin de Raw, battue par Becky Lynch. Le 29 janvier au Royal Rumble, elle entre dans le Women's Royal Rumble match en 6e position, mais se fait éliminer par Brie Bella après 38 minutes de match. Le 19 février à Elimination Chamber, elle ne devient pas aspirante no 1 à la ceinture féminine à WrestleMania 38, battue par Bianca Belair dans un Women's Elimination Chamber match (éliminée par Alexa Bliss). Le 7 mars à Raw, elle s'allie officiellement avec Rhea Ripley et ensemble, les deux catcheuses battent Carmella et Queen Zelina et s'ajoutent dans le match pour les ceintures féminines par équipes à WrestleMania 38.
Le 3 avril à WrestleMania 38, elles ne remportent pas les ceintures, battues par Naomi et Sasha Banks dans un Fatal 4-Way Tag Team match qui inclut également Carmella et Queen Zelina, Natalya et Shayna Baszler. Le 18 avril à Raw, elles ne remportent pas les ceintures, rebattues par leurs mêmes adversaires. Après le combat, sa désormais ex-partenaire effectue un Heel Turn et l'attaque dans le dos, ce qui met fin à leur alliance. Le 16 mai à Raw, elle accompagne AJ Styles et Finn Bálor, pour leur match face à Los Lotharios, et assiste à leur victoire. Après le combat, elle s'allie officiellement avec les deux catcheurs en faisant le geste Too Sweet avec eux. Le 5 juin à Hell in a Cell, le trio perd face au Judgment Day dans un 6-Person Mixed Tag Team match.

#### Miss Money in the Bank, championne deSmackDownet double championne par équipes avec Raquel Rodriguez (2022-2023)
Le 2 juillet à Money in the Bank, elle remporte la mallette. Plus tard dans la soirée, elle utilise son contrat sur Ronda Rousey qui vient de conserver sa ceinture contre Natalya, devient la nouvelle championne de SmackDown en la battant, remporte le titre pour la première fois de sa carrière et son premier titre personnel dans le roster principal. Après le combat, elle est félicitée par son adversaire qui lui fait un câlin. Le 30 juillet à SummerSlam, elle conserve son titre en rebattant sa même adversaire de manière controversée (elle a abandonné lorsque Ronda Rousey lui a porté son Arm Bar, mais l'arbitre a effectué le compte de trois, car cette dernière avait les épaules au sol). Après la rencontre, sa rivale effectue un Heel Turn et lui porte sa soumission, ainsi qu'à l'arbitre. Le 3 septembre à Clash at the Castle, elle conserve son titre en battant Shayna Baszler.
Le 8 octobre à Extreme Rules, elle ne conserve pas sa ceinture, battue par The Baddest Women on the Planet par soumission dans un Extreme Rules match.
Le 28 janvier 2023 au Royal Rumble, elle entre dans le Women's Royal Rumble match en seconde position, élimine Bayley, Nikki Cross et Nia Jax (avec l'aide de 9 Superstars féminines) avant d'être elle-même éliminée en dernière par la future gagnante, Rhea Ripley après 61 minutes de match. Le 18 février à Elimination Chamber, elle ne devient pas aspirante no 1 au titre féminin de Raw à WrestleMania 39, battue par Asuka dans un Women's Elimination Chamber match (éliminée par la gagnante et Natalya). Le 17 mars à SmackDown, elle s'allie officiellement avec Raquel Rodriguez et ensemble, les deux catcheuses battent Emma et Tegan Nox.
Le 2 avril à WrestleMania 39, elles perdent face à Ronda Rousey et Shayna Baszler par soumission dans un Women's WrestleMania Showcase Fatal 4-Way Tag Team match qui inclut également Natalya et Shotzi, Chelsea Green et Sonya Deville. 8 soirs plus tard à Raw, elles deviennent les nouvelles championnes par équipes en battant Becky Lynch et Trish Stratus. Elle remporte les titres pour la première fois de sa carrière, tandis que sa partenaire les remporte pour la seconde fois. Le 1er mai à Raw, lors du Draft, elles sont annoncées être officiellement transférées au show rouge par Shawn Michaels. Le 19 mai à SmackDown, elles sont contraintes d'abandonner les titres, car elle s'est blessée à l'épaule la semaine passée. 3 jours plus tard, à la suite de sa blessure à l'épaule, elle va devoir s'absenter pendant un mois. Le 23 juin à SmackDown, elle fait son retour de blessure aux côtés de sa partenaire et les deux catcheuses font face à Ronda Rousey et Shayna Baszler, qui ont unifié les ceintures féminins par équipes et celles de NXT en battant Alba Fyre et Isla Dawn.
Le 1er juillet à Money in the Bank, elles redeviennent championnes par équipes, pour la seconde fois, en prenant leur revanche sur les deux anciennes combattantes de la MMA. 16 soirs plus tard à Raw, elles ne conservent pas leurs ceintures, battues par Chelsea Green et Sonya Deville. Le 25 juillet, il est annoncé qu'elle souffre d'une blessure à l'épaule gauche, à la suite de l'attaque subie par Rhea Ripley à Raw la veille, et doit s'absenter pendant une durée indéterminée.

#### The Judgment Day, double championne du monde et quadruple championne par équipes avec Raquel Rodriguez (2024-...)
Le 27 janvier 2024 au Royal Rumble, elle fait son retour de blessure après 8 mois d'absence, entre dans le Women's Royal Rumble match en dernière position, élimine Zoey Stark et Jade Cargill avant d'être elle-même éliminée en dernière par la future gagnante, Bayley. Le 24 février à Elimination Chamber, elle ne devient pas aspirante no 1 au titre mondial féminin à WrestleMania XL, battue par Becky Lynch dans un Women's Elimination Chamber match.
Le 8 avril à Raw, elle effectue un Tweener Turn et attaque Rhea Ripley dans les coulisses pour se venger de cette dernière. 14 soirs plus tard à Raw, elle ne remporte pas le titre mondial féminin, éliminée en dernière par la catcheuse irlandaise dans une Women's Battle Royal. Le 25 mai à King & Queen of the Ring, elle redevient championne du monde, pour la seconde fois, en prenant sa revanche sur The Man.
Le 8 juillet à Raw, elle effectue un Heel Turn, puis Dominik Mysterio et elle battent Rey Mysterio et Zelina Vega. Après le combat, elle prend la fuite lors du retour de Rhea Ripley qui devient Face. Le 3 août à SummerSlam, elle conserve son titre en battant la catcheuse australienne, aidée par une intervention extérieure du jeune catcheur. Après le combat, elle commence officiellement une storyline amoureuse avec ce dernier. Deux soirs plus tard à Raw, Carlito et elle rejoignent officiellement le Judgment Day après les évictions de Damian Priest et la catcheuse australienne. Le 31 août à Bash in Berlin, son nouveau compagnon et elle perd face au couple des exclus.
Le 5 octobre à Bad Blood, elle perd face à Rhea Ripley par disqualification, à la suite d'une intervention extérieure de Raquel Rodriguez revenue après sept mois d'absence en tant que Heel, mais conserve son titre. Le 2 novembre à Crown Jewel, avec l'aide de sa garde du corps et son compagnon, elle devient la nouvelle championne Crown Jewel en battant Nia Jax. Le 30 novembre aux Survivor Series: WarGames, la Samoane, Candice LeRae, Tiffany Stratton, Raquel Rodriguez et elle perdent face à Naomi, Bayley, Bianca Belair, Iyo Sky et Rhea Ripley dans son tout premier Women's WarGames match.
Le 6 janvier 2025 à Raw, elle ne conserve pas sa ceinture, rebattue par sa même adversaire. Le 1er février au Royal Rumble, elle entre dans le Women's Royal Rumble match en seconde position, élimine Natalya et Alexa Bliss avant d'être elle-même éliminée par la catcheuse samoane après une heure et 7 minutes de match. Vingt-trois soirs plus tard à Raw, Raquel Rodriguez et elle redeviennent championnes par équipes, pour la troisième fois, en battant Bianca Belair et Naomi. Un mois plus tard à Elimination Chamber, elle ne remporte pas le Women's Elimination Chamber match, battue par Bianca Belair, et ne devient pas aspirante no 1 à la ceinture mondiale féminine pour WrestleMania 41.
Le 20 avril à WrestleMania 41, Raquel Rodriguez et elle ne conservent pas leurs ceintures, battues par Lyra Valkyria et Becky Lynch. Le lendemain à Raw, elles redeviennent championnes par équipes, pour la quatrième fois, en prenant leur revanche sur leurs mêmes adversaires. Le 16 juin à Raw, elle se disloque l'épaule droite pendant son match contre Kairi Sane. 4 jours plus tard, sa blessure à l'épaule droite est confirmée et elle doit s'absenter pendant 6 mois.

## Vie privée
- Elle a été en couple pendant 3 ans avec l'ancien catcheur de la WWE, Enzo Amore, jusqu'à ce qu'elle découvre que ce dernier l'a trompée avec une autre femme[82].
- Elle a également été en couple pendant 3 ans avec un autre ancien catcheur de la compagnie, Bo Dallas[83]. Le 20 mai 2024, le couple se sépare[84].
- Elle possède sur sa nuque un tatouage daté du 21 novembre 2017, jour où elle a fait ses débuts aux côtés de ses deux anciennes partenaires du Riott Squad, Ruby Riott et Sarah Logan, avec qui elle est restée très proche[85].

## Affaires judiciaires
Le 16 décembre 2023, elle est arrêtée pour possession de marijuana (pas plus de 20 grammes) et d'un stylo à vape contenant peut-être des cannabinoïdes synthétiques, incarcérée dans la prison du comté de Sumter, mais libérée après avoir versé une caution de 3 000 $.

## Palmarès
- Pro Wrestling Illustrated
  - Top 50 Female Classé 47e en 2017[87]

- World Wrestling Entertainment
  - 4 fois championne par équipes - avec Raquel Rodriguez
  - 2 fois championne du Monde
  - Miss Money in the Bank (2022)
  - WWE Women's Crown Jewel Champion 2024

## Récompenses des magazines
- Pro Wrestling Illustrated

| Année | 2018 | 2019 | 2020 | 2021 | 2022 | 2023 | 2024 |
| ----- | ---- | ---- | ---- | ---- | ---- | ---- | ---- |
| Rang  | 53   | 70   | 84   | 137  | 17   | 38   | 12   |